# TP-test
TP-test är ett datorprogram som används för att testa bandbredden på en nätverksförbindelse.
Programmet är baserat på öppen källkod och framtaget av Stiftelsen för Internetinfrastruktur, Post- och telestyrelsen och Konsumentverket.
TPTEST är ett verktyg för att kontrollera att man som bredbandskund får den bandbredd man betalar för. Testet mäter genomströmningshastigheten från och till användarens dator gentemot en testserver på internet. De flesta större internetleverantörerna i Sverige har testservrar uppsatta.
Senaste versionen av TPTEST (v.5.02) finns för Microsoft Windows och Macintosh. Programmets egen källkod finns att ladda ner på TPTEST:s webbsida.